# Претория
Прето́рия (африк. и англ. Pretoria, зулу и коса E-Pitoli) — город и столица Южно-Африканской Республики, де-факто является национальной столицей страны. Один из самых современных городов Африки.
Претория входит в состав городского округа Цване, и поэтому сама иногда неправильно называется Цване (Тсвана, Тшване). Вопрос о названии по-прежнему решается.
Изначально город назывался Претория Филадельфия («Претория братской любви»). От названия города происходит понятие Pax Praetoriana — название относительно стабильного периода в современной истории ЮАР.

## Этимология
Город основан в 1855 году бурскими переселенцами и назван Претория в честь лидера фортрекеров Андриеса Преториуса, а в самой ЮАР город иногда называют «городом жакаранда» из-за тысяч деревьев жакаранды, посаженных на его улицах, в парках и садах.

## История
Город был основан в 1855 году лидером фортрекеров Мартинусом Преториусом, назвавшим город в честь своего отца — Андриеса Преториуса. Преториус-старший стал национальным героем фортрекеров после одержанной под его командованием победы над зулусами в битве на Кровавой реке. В 1860 году Претория стала столицей бурской Южно-Африканской республики (республика Трансвааль).
Город был осаждён (с декабря 1880 по март 1881 года) во время Первой англо-бурской войны, которая завершилась подписанием в Претории 3 августа 1881 года мирного договора. Во время Второй англо-бурской войны Претория сдалась 5 июня 1900 года. Война завершилась подписанием 31 мая 1902 года в Претории Феринихингского мирного договора. Претория стала административным центром Трансвааля под протекторатом Англии. В 1910 году в результате объединения Трансвааля, колонии Оранжевой реки, Капской колонии и колонии Натал был образован Южно-Африканский союз (в составе Великобритании). Административной столицей Союза стала Претория, законодательной — Кейптаун. После провозглашения независимости Южно-Африканским Союзом в 1961 году Претория осталась его административной столицей. Во времена апартеида Преторию называли цитаделью апартеида.
В результате муниципальной реформы 2001 года Претория стала частью округа Цване. В 2005 году Африканский национальный конгресс предложил переименовать Преторию по названию городского округа в Цване, однако это предложение встретило шквал критики со стороны африканеров и ряда оппозиционных партий, в результате чего город сохранил своё название. Тем не менее, Африканский национальный конгресс заявлял о намерении вернуться к данной инициативе.

## Физико-географическая характеристика
Претория расположена примерно в 55 км к северо-востоку от Йоханнесбурга на северо-востоке ЮАР, в транзитном коридоре между плато Высокого Велда на юге и более низким плато Кустарникового Велда (Бушвелда) на севере. Город находится на высоте 1 339 м над уровнем моря в тёплой, защищённой от холодных ветров и плодородной долине в окружении отрогов хребта Магалисберг.

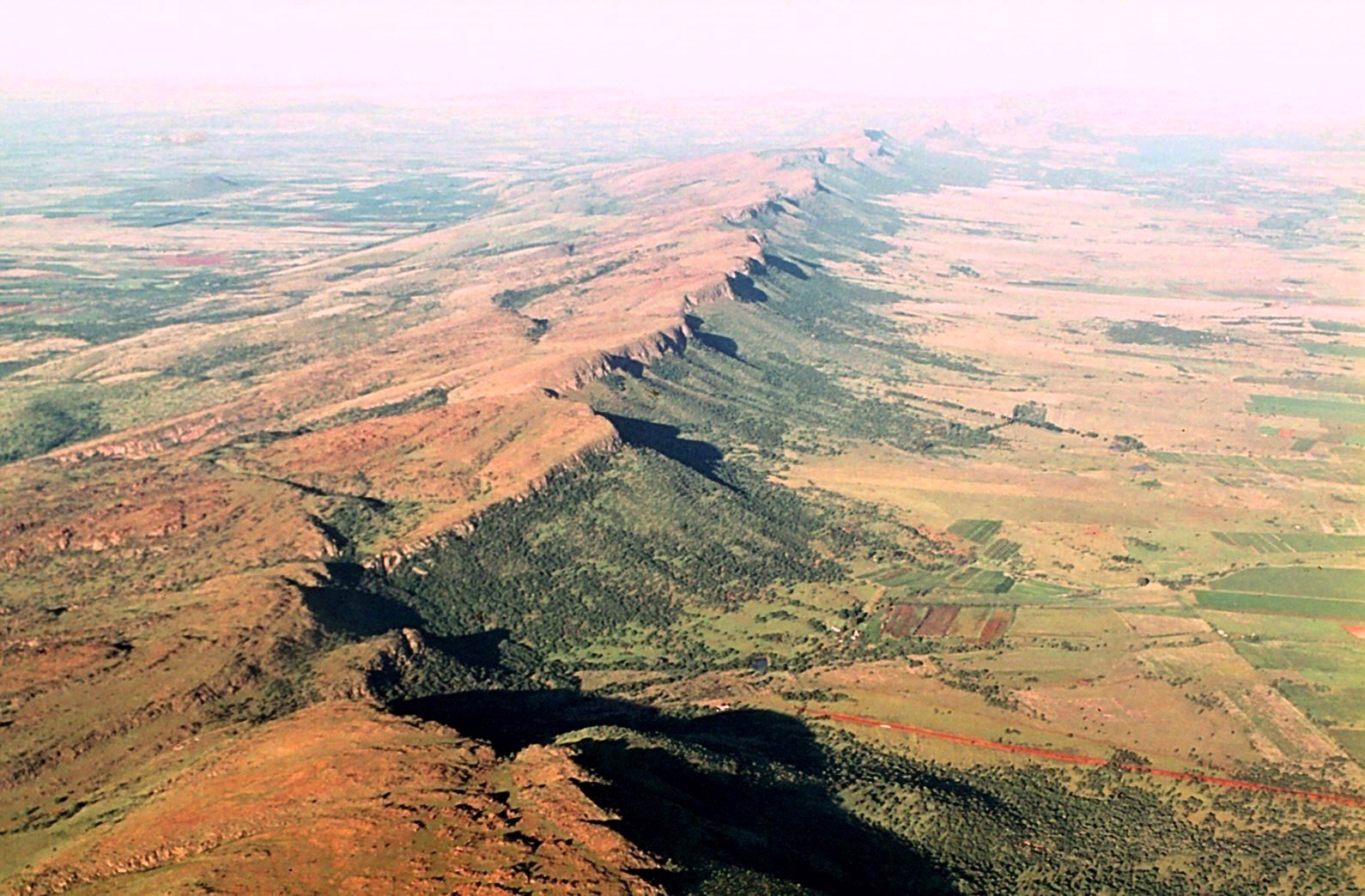
Хребет Магалисберг

### Климат
Для Претории характерен влажный субтропический климат с длинным жарким летом и короткой прохладной зимой. Среднегодовая температура воздуха 18,7 °C, что является достаточно высоким показателем для населённого пункта, расположенного на высоте 1 339 метров над уровнем моря. Столь высокая среднегодовая температура обусловлена расположением города в защищённой от холодных южных и юго-западных ветров долине. Большая часть осадков приходится на летние месяцы. Снег выпадает крайне редко: выпадение снега отмечалось в 1959, 1968 и 2012 годах, однако устойчивый снежный покров в городе не отмечался ни разу.
| Показатель                              | Янв. | Фев. | Март | Апр. | Май | Июнь | Июль | Авг. | Сен. | Окт. | Нояб. | Дек. | Год |
| --------------------------------------- | ---- | ---- | ---- | ---- | --- | ---- | ---- | ---- | ---- | ---- | ----- | ---- | --- |
| Абсолютный максимум, °C                 | 36   | 36   | 35   | 33   | 29  | 25   | 26   | 31   | 34   | 36   | 36    | 35   | 36  |
| Средний суточный максимум, °C           | 29   | 28   | 27   | 24   | 22  | 19   | 20   | 22   | 26   | 27   | 27    | 28   | 25  |
| Средняя температура, °C                 | 23   | 23   | 21   | 18   | 16  | 12   | 12   | 15   | 19   | 21   | 21    | 22   | 18  |
| Средний суточный минимум, °C            | 18   | 17   | 16   | 12   | 8   | 5    | 5    | 8    | 12   | 14   | 16    | 17   | 12  |
| Абсолютный минимум, °C                  | 8    | 11   | 6    | 3    | −1  | −6   | −4   | −1   | 2    | 4    | 7     | 7    | −6  |
| Норма осадков, мм                       | 154  | 75   | 82   | 51   | 13  | 7    | 3    | 6    | 22   | 71   | 98    | 120  | 703 |
| Источник: South African Weather Service |      |      |      |      |     |      |      |      |      |      |       |      |     |

## Население
- <1 /км²
- 1—3 /км²
- 3—10 /км²
- 10—30 /км²
- 30—100 /км²
- 100—300 /км²
- 300—1000 /км²
- 1000—3000 /км²
- >3000 /км²

Плотность населения в Претории и прилегающих областях

В зависимости от определения границ города, оценки населения Претории ранжируются от 500 000 (2001) до 2 950 000 человек (2007). Основной язык — африкаанс (47,7 % (2011)); также широко используются языки педи, сесото, тсвана, тсонга, зулу и английский.
В Претории, несмотря на довольно быстрый рост численности негритянского населения, большинство по-прежнему составляет белое население (52,45 % — 2011), хотя в таких пригородах как Сосганване и Аттеридгевилль практически всё население составляют негры.

## Развитие города
Современная Претория — большой современный город. В городе много фонтанов, парков, зелени, небоскрёбов. Претория — город больших контрастов, её окружают пояса трущоб. В 2010 году в ЮАР прошёл Чемпионат мира по футболу, несколько матчей состоялось в Претории, и стадион «Лофтус Версфельд» был реконструирован.

## Экономика
Претория — важный экономический, научный и торговый центр страны. В городе развиты автомобильные дороги, через него проходят железные дороги. Имеется аэропорт международного значения.

## Города-побратимы
Претория является городом-побратимом следующих городов:
- Вашингтон, США
- Тайбэй, Китай
- Киев, Украина
- Тегеран, Иран
- Баку, Азербайджан
- Амман, Иордания
- Делфт, Нидерланды
- Бухарест, Румыния
- Бразилиа, Бразилия
- Кумаси, Гана

## В астрономии
В честь Претории назван астероид (790) Претория, открытый в 1912 году южноафриканским астрономом Гарри Вудом

## Галерея

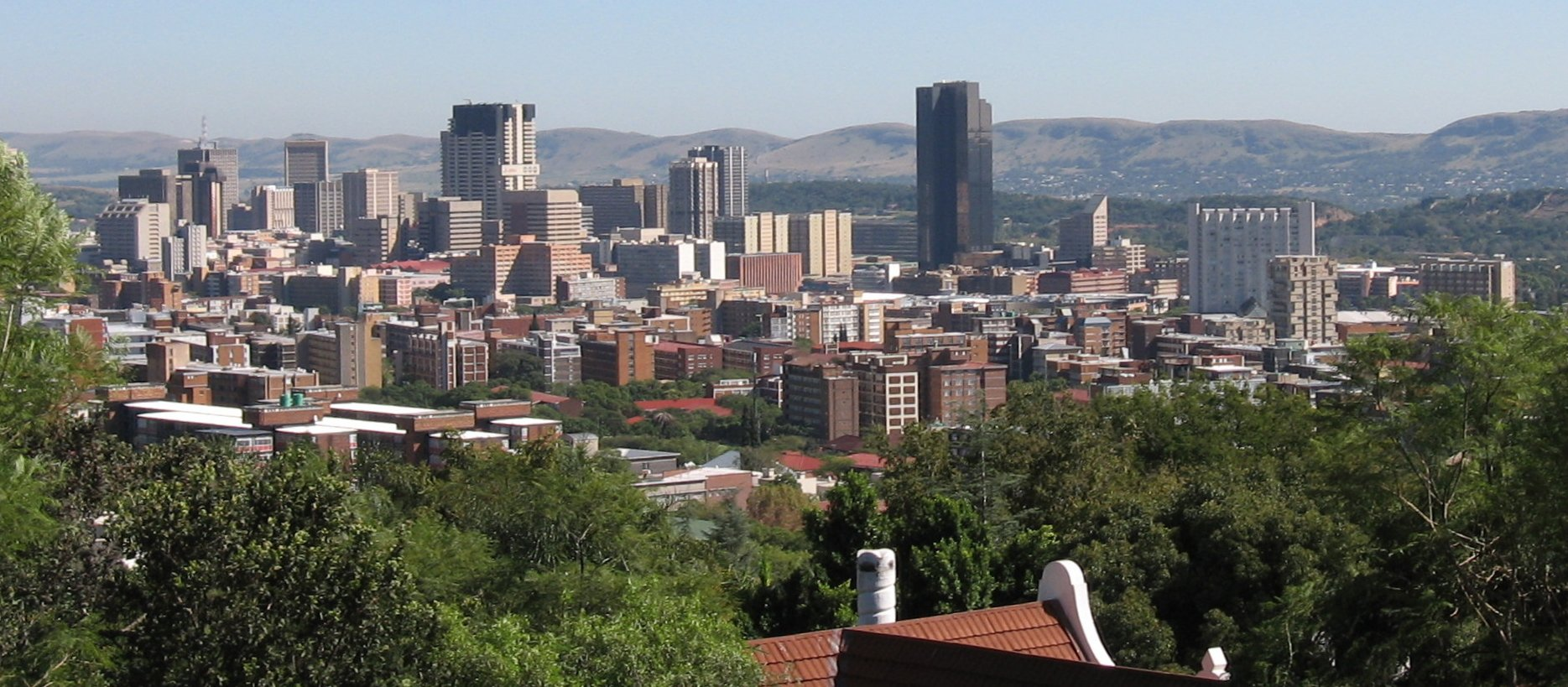
Панорама города
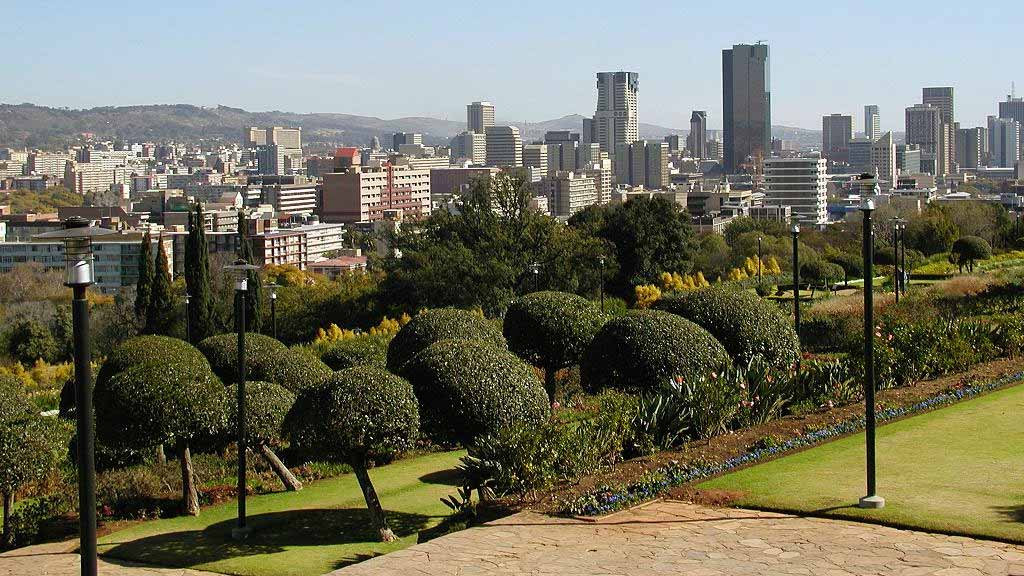
Центральная часть города
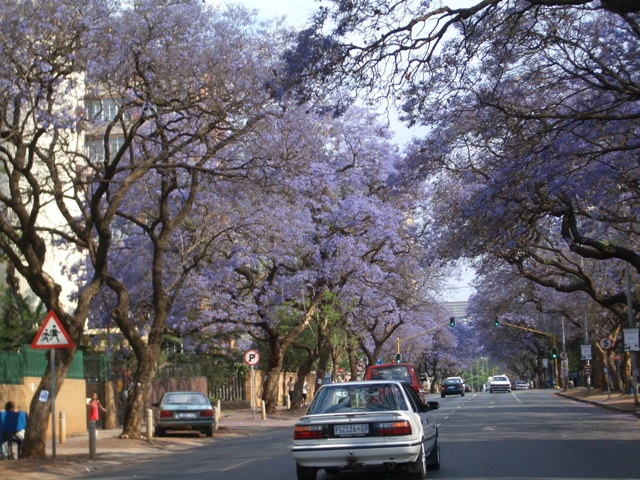
Цветущая жакаранда
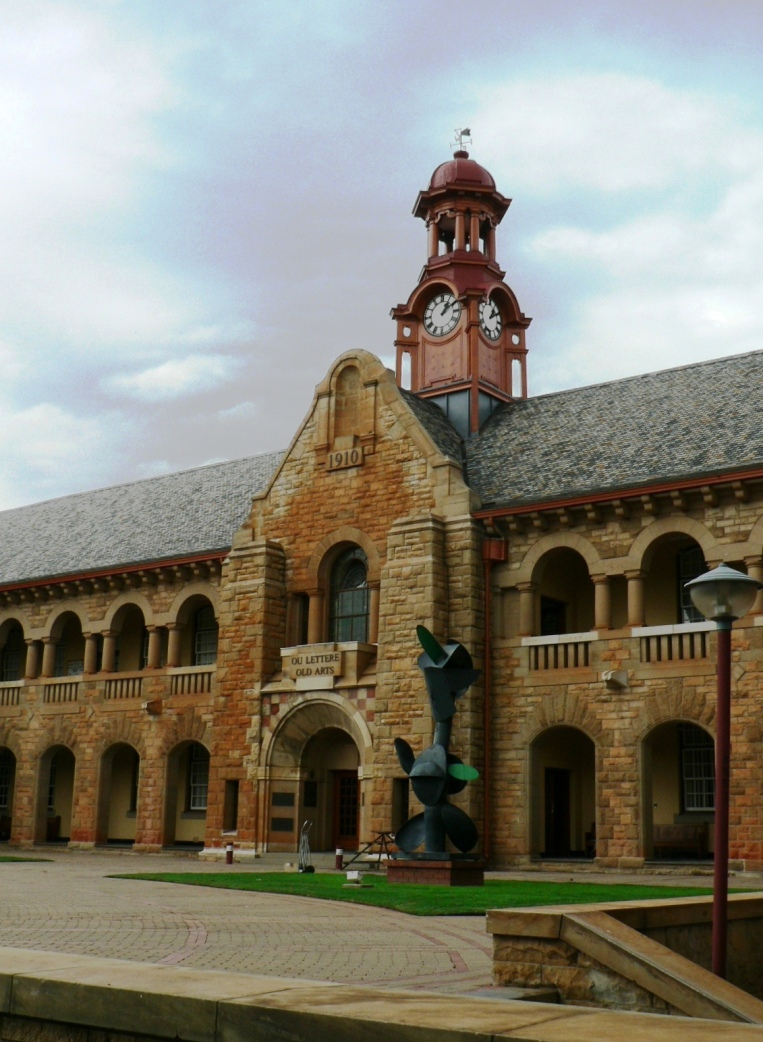
Университет Претории
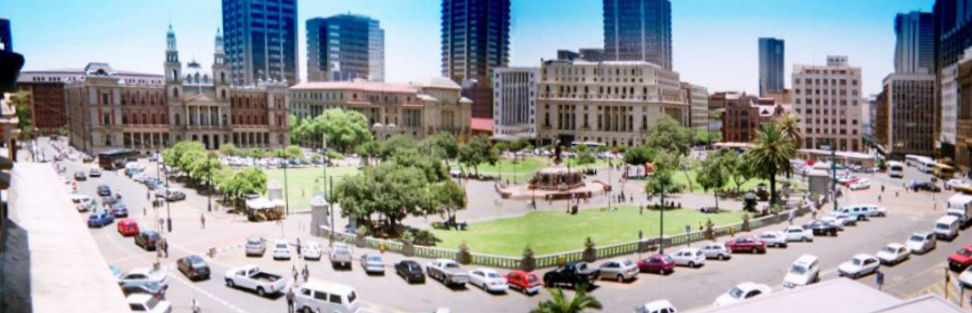
Центральная улица